# Pole position

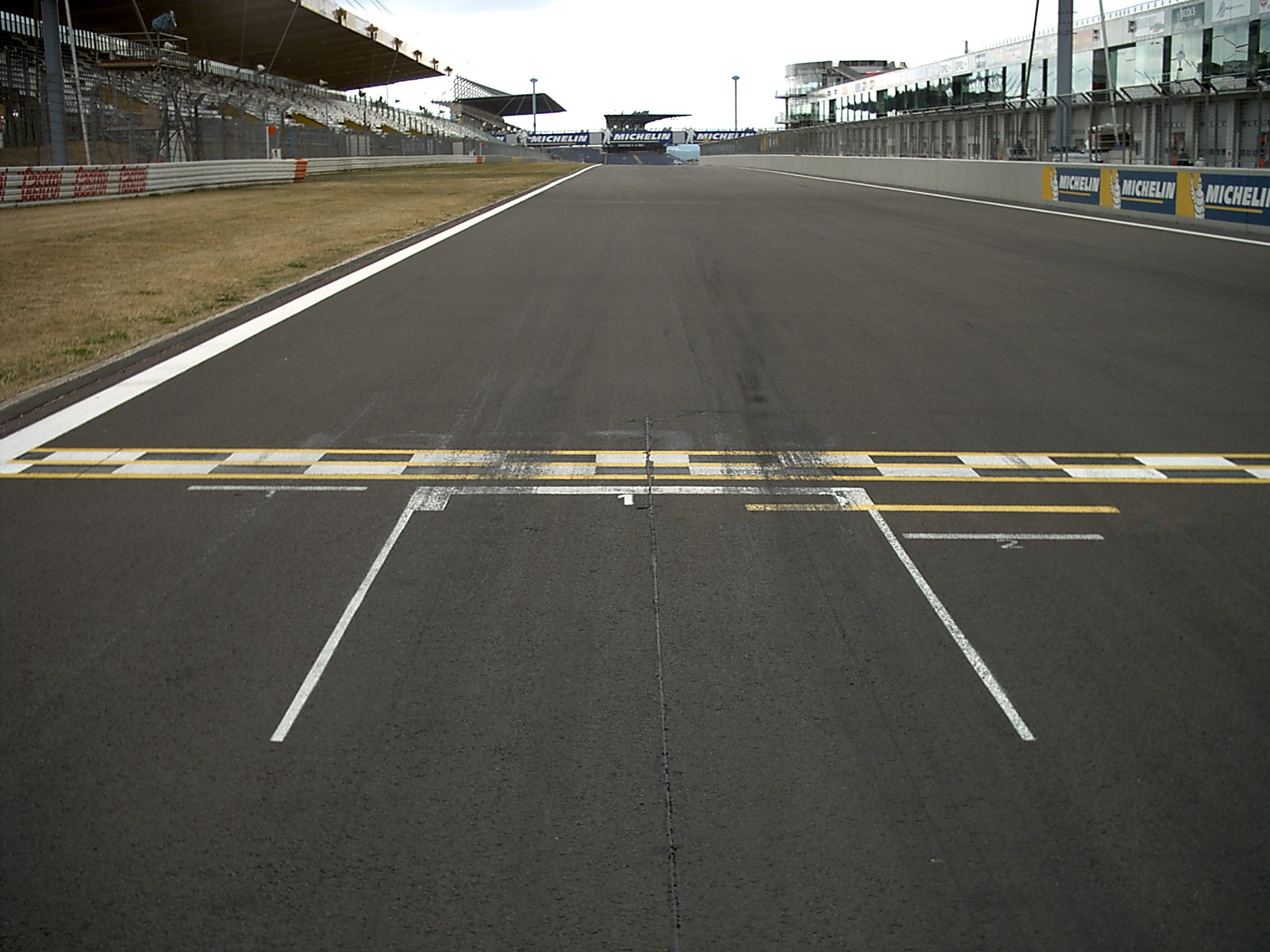
Pole Position de Nürburgring na Alemanha

Um piloto é considerado o pole position, em automobilismo, quando inicia a corrida na primeira posição do grid (ou grelha) de largada. O termo foi adaptado das corridas de cavalo. Normalmente a posição no grid de largada de uma corrida é determinada em uma sessão à parte de classificação, onde os pilotos tentam obter o melhor resultado. Pode haver várias diferenças na forma como se define o pole position de uma categoria para outra. Ou também pode ser feito pela marca, a melhor marca do carro/moto (seja qual for a categoria) tem a garantia da "Pole Position".